# 上索普
上索普（法語：Soppe-le-Haut，法語發音：[sɔp lə o]）是法国上莱茵省的一个旧市镇，与下索普相邻，属于坦恩-盖布维莱尔区。

## 地理
上索普（47°43'55"N, 7°3'39"E）面积7.37 平方千米，位于法国大東部大區上莱茵省，该省份为法国东部内陆省份，是阿尔萨斯的一部分，今与下莱茵省组成了阿尔萨斯欧洲集体，其北临下莱茵省，西接孚日省，西南接贝尔福地区省，东侧沿莱茵河与德国相望，南与瑞士接壤。
与上索普接壤的市镇（或旧市镇、城区）包括：森泰姆、莫尔特兹维莱、埃坦布、布雷滕、下索普、盖沃奈姆、拉沙佩勒苏鲁日蒙、珀蒂特方丹、上苏尔茨巴克。

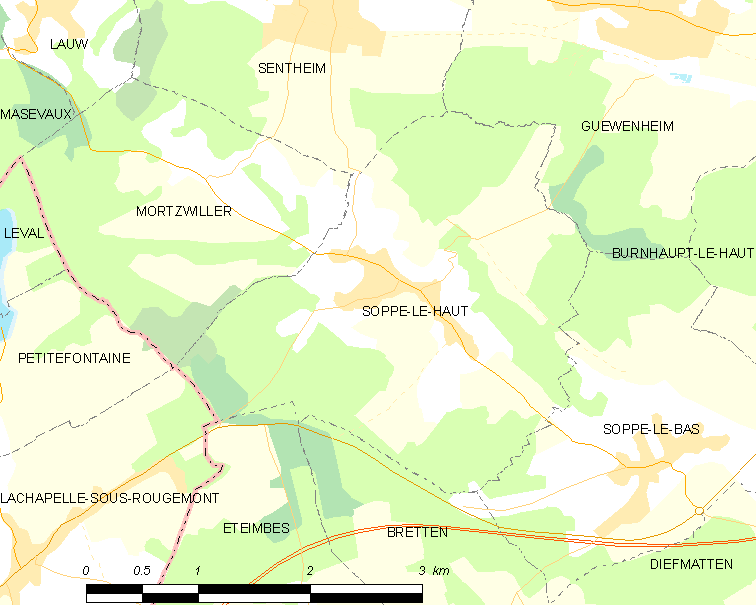
上索普的OSM定位图

上索普的时区为UTC+01:00、UTC+02:00（夏令时）。

## 行政
上索普的邮政编码为68780，INSEE市镇编码为68314。

## 政治
上索普所属的省级选区为马斯沃-尼德布吕克县。

## 人口

1962-2008年间上索普人口变化图示

上索普于2018年1月1日时的人口数量为544人。